# 湿唇兰
湿唇兰（学名：Hygrochilus parishii）为兰科湿唇兰属下的一个种。